# Dorian Istratii
Dorian Istratii (n. 2 aprilie 1982, Pîrlița, raionul Fălești, RSS Moldovenească, URSS) este un deputat în Parlamentul Republicii Moldova în legislatura 2021-2025.

## Biografie
În 1999 a absolvit școala medie din Pîrlița, raionul Fălești și a făcut studii de licență la Academia de Administrare Publică de pe lângă Președintele Republicii Moldova (1999-2004) și la Universitatea de Stat din Moldova (2006-2009).
Este membru al Partidului Acțiune și Solidaritate din noiembrie 2016. În aprilie 2017 a devenit vicepreședinte al Organizației Locale Ciocana a PAS, iar din februarie 2019 este președintele acesteia. Timp de aproximativ doi ani înainte de a accede în Parlament, a fost vicepretor al sectorului Ciocana.
La alegerile parlamentare din 11 iulie 2021, Istratii a fost nr. 63 în lista candidaților PAS; în urma numărării voturilor partidul a obținut exact 63 de mandate. În prezent, este membru al Comisiei parlamentare protecție socială, sănătate și familie.
La 14 noiembrie 2021 a fost ales în funcția de Secretar General al Organizației Teritoriale PAS Chișinău.